# Друэ д’Эрлон, Жан-Батист
Жан-Батист Друэ д'Эрлон (фр. Jean-Baptiste Drouet d'Erlon; 1765—1844) — французский военный деятель, маршал Франции (1843), граф (1809 год), пэр (1815 год и 1831 год), участник революционных и наполеоновских войн, губернатор Алжира. Имя генерала выбито на Триумфальной арке в Париже.

## Биография
Жан-Батист родился в Реймсе 29 июля 1765 года в семье плотника Жана Друэ (фр. Jean Thierry Drouet; 1735—1795) и его супруги Марии Пот (фр. Marie Anne Pothe; 1740—1814). Сам Жан-Батист по образованию слесарь.
Начал службу 21 октября 1782 года в пехотном полку Божоле, который дислоцировался в Лилле. 14 сентября 1787 года вышел в отставку.
7 августа 1792 года он возобновил службу и был избран капралом батальона егерей Реймса в составе Северной армии. В 1793 году переведён в Мозельскую армию. 1 апреля 1793 года его батальон был объединён с батальоном гренадер Реймса, и сформировал 8-й батальон волонтёров Марны. В этот же день Друэ стал капитаном.
14 апреля 1794 года женился в Реймсе на Марии Руссо (фр. Marie Anne Rousseau; 1770—1828), от которой имел троих сыновей и дочь.
20 апреля 1794 года, в ходе первой амальгамы, 8-й батальон влился в состав 13-й полубригады лёгкой пехоты. Храбростью своей сделался вскоре известным генералу Лефевру, при котором состоял адъютантом со 2 мая 1794 года. Участвовал в осадах Валансьена с 23 по 27 августа и Конде 30 августа 1794 года. 20 сентября 1795 года получил звание командира батальона, и 11 июня 1796 года был утверждён в данном звании Директорией.
17 февраля 1797 года произведён в полковники штаба и служил в авангарде Самбро-Маасской армии. 29 сентября 1797 года переведён в Армию Германии; 14 декабря 1797 года – в Рейнскую армию. С 18 марта 1798 года в рядах Английской армии. В кампании 1799 года был сперва начальником штаба дивизии Лефевра, затем Суама.
25 июля 1799 году получил звание бригадного генерала, и командовал бригадой в дивизии Мортье. Отличился при Цюрихе. 24 ноября 1799 года переведён в Рейнскую армию. С 25 апреля 1800 года состоял в дивизии Леграна в Констанце. 16 мая защищал Дишинген во время боя при Эрбахе. С 5 июня состоял в дивизии генерала Ришпанса и участвовал в блокаде Ульма. 3 декабря отличился и был ранен в сражении при Гогенлиндене. 15 декабря сражался у Гердорфа, 16 декабря – у Штрассвальхена и 19 декабря – у Ламбаха.
3 мая 1803 года возглавил авангард пехотной дивизии генерала Монришара Армии Ганновера генерала Мортье. 2 июня одержал победу при Борстеле. 27 августа 1803 году произведён Наполеоном в дивизионные генералы, и сменил Монришара во главе дивизии. 29 августа 1805 года дивизия стала частью 1-го армейского корпуса маршала Бернадота Великой Армии, с 17 сентября сменила номер на 2-й. Друэ участвовал в освобождении Баварии от австрийцев, в Аустерлицком сражении; в 1806-07 годах сражался при Шлайце, Галле, Любеке и Морунгене.
24 января 1807 года был назначен начальником штаба 10-го армейского корпуса маршала Лефевра. Принимал участие в осаде Данцига. 7 мая захватил остров Хольм. 24 мая принял капитуляцию гарнизона.
29 мая стал начальником штаба Резервного корпуса под командой маршала Ланна. 29 мая – великий офицер ордена Почётного легиона. 14 июня был тяжело ранен в ногу в сражении под Фридландом.
18 января 1808 года назначен командующим 11-го военного округа в Бордо.
В кампании 1809 года против Австрии Друэ д'Эрлон с 5 мая действовал в Тироле в качестве начальника штаба 7-го армейского (баварского) корпуса маршала Лефевра Армии Германии. 8 октября возглавил весь корпус. 17 мая 1810 года возвратился во Францию. 10 июня 1810 года его корпус был расформирован.
4 июля 1810 года возглавил в Бордо арьергардную дивизию Армии Испании. 30 августа возглавил 9-й армейский корпус той же армии. 10 сентября был переведён в Армию Португалии в Вальядолиде и 26 декабря присоединился с корпусом к армии. С отличием сражался в Португалии под начальством Массены против английского генерала лорда Хилла. 9 апреля 1811 года заменил генерала Латур-Мобура на посту командующего 5-м армейским корпусом в Андалусии. 5 мая 1811 года сражался при Фуэнтес-де-Оньоро. 13 июня стал командующим в Эстремадуре. 7 февраля 1812 года Друэ возглавил 5-ю пехотную дивизию Южной армии. Отступил через Кордову и Хаэн и присоединился к Армии Андалусии под командованием Сульта в Уэскаре в конце августа 1812 года. 9 октября захватил форт Шиншилла. 23 октября 1812 года стал главкомом Центральной армии в Испании, a после проигранного сражения при Витории, был начальником штаба при маршале Сульте.
По оттеснении французской армии за Пиренеи Друэ д’Эрлон находился в сражениях при Адуре, Ортезе и Тулузе.
Людовик XVIII сделал его 22 июня 1814 года командующим 16-м военным округом в Лилле и кавалером ордена Св. Людовика.
В 1815 году генерал Лефевр-Денуэтт составил заговор для восстановления на престоле Наполеона Бонапарта. Он хотел собрать Северную армию и напасть на Париж. Однако заговор был обнаружен и Друэ д’Эрлон был арестован в числе прочих заговорщиков. Ему удалось вернуть себе свободу, во главе пронаполеоновски настроенных войск овладеть Лиллем и продержаться в нём неделю до возвращения Наполеона.
В период Ста дней, граф Друэ д’Эрлон получил титул пэра Франции и 6 апреля возглавил 1-й армейский корпус. Принимал участие в Бельгийской кампании. Из-за противоречивых приказов Наполеона и Нея, под чьим командованием был его корпус, не смог принять участие ни в сражении при Катр-Бра, ни при  Линьи. При Ватерлоо 18 июня руководил главной атакой. Затем командовал правым крылом армии под Парижем, отступил с ним за Луару. Он являлся одним из лиц, подлежащих немедленному аресту по указу от 24 июля 1815 года. Жак-Жозеф Шампольон некоторое время прятал его в поместье Омбраж де Виф, а затем помог ему покинуть страну. Он укрылся в Пруссии в Байройте. Он был заочно приговорён к смертной казни в 1816 году. Впоследствии он основал пивоварню недалеко от Мюнхена. Помилованный Карлом X во время его коронации, он вернулся во Францию в 1825 году и жил на пенсии до революции 1830 года.
19 ноября 1831 года он был назначен пэром Франции в группы из тридцати шести пожизненных пэров, что должно было позволить Верхней палате принять законопроект об отмене наследования пэрства.
27 июля 1834 года назначен был генерал-губернатором Алжира, где находился до 8 августа 1835 года. 5 октября 1835 года возглавил 12-й военный округ в Нанте. 9 апреля 1843 года произведён в маршалы Франции.
Жан-Батист Друэ д'Эрлон умер 25 января 1844 года в Париже, похоронен на родине в Реймсе.

## Воинские звания
- Солдат (21 октября 1782 года);
- Капрал (7 августа 1792 года);
- Капитан (1 апреля 1793 года);
- Командир батальона (20 сентября 1795 года, утверждён 11 июня 1796 года);
- Полковник штаба (17 февраля 1797 года);
- Бригадный генерал (25 июля 1799 года);
- Дивизионный генерал (27 августа 1803 года);
- Маршал Франции (9 апреля 1843 года).

## Титулы
- Граф д’Эрлон и Империи (фр. comte d'Erlon et de l'Empire; декрет от 19 марта 1808 года, патент подтверждён 28 января 1809 года в Париже)[2][3];
- Пэр Франции (фр. pair de France; 2 июня 1815 года).

## Награды
Легионер ордена Почётного легиона (11 декабря 1803 года)
 Коммандан ордена Почётного легиона (14 июня 1804 года)
 Кавалер баварского ордена Льва (март 1806 года)
 Великий офицер ордена Почётного легиона (29 мая 1807 года)
 Командор саксонского военного ордена Святого Генриха (29 июня 1807 года)
 Командор баденского ордена Военных заслуг Карла Фридриха (3 февраля 1808 год)
 Большой крест баварского военного ордена Максимилиана Иосифа (11 марта 1810 года)
 Кавалер военного ордена Святого Людовика (1 июня 1814 года)
 Большой крест ордена Почётного легиона (30 сентября 1814 года)